# Edin Džeko
Edin Džeko (født 17. marts 1986 i Sarajevo, Jugoslavien) er en bosnisk fodboldspiller, der spiller som angriber hos den Italienske klub Fiorentina hvortil han kom fra den tyrkiske klub Fenerbahçe SK Han har desuden tidligere spillet for Inter Milan, tyske VfL Wolfsburg, engelske Manchester City, italienske Roma, FK Željezničar i sit hjemland og for tjekkiske FK Teplice. 
Džeko vandt i 2009 det tyske mesterskab med VfL Wolfsburg og det engelske mesterskab i 2012 med Manchester City, hvor Dzeko spillede en vigtig rolle scorede det andet mål i en 3-2-kamp, der sikrede Manchester city deres første mesterskab i historien.

## Landshold
Džeko står (pr 14. juni 2015) noteret for 72 kampe og  42 scoringer for Bosnien-Hercegovinas landshold, som han debuterede for den 2. juni 2007 i en EM-kvalifikationskamp mod Tyrkiet. Han scorede det andet bosniske mål i en sejr på 3-2.

## Titler
Bundesligaen
- 2009 med VfL Wolfsburg

Premier League
- 2012 og 2014 med Manchester City

FA Cup
- 2011 med Manchester City

'Engelsk Liga Cup
- 2014 med Manchester City